# Xã Forest River, Quận Walsh, Bắc Dakota
Xã Forest River (tiếng Anh: Forest River Township) là một xã thuộc quận Walsh, tiểu bang Bắc Dakota, Hoa Kỳ. Năm 2010, dân số của xã này là 63 người.